# Ken Downing
Kenneth »Ken« Henry Downing, britanski dirkač Formule 1, * 5. december 1917, Chesterton, Staffordshire, Anglija, Združeno kraljestvo, † 3. maj 2004, Monte Carlo, Monako.

## Življenjepis
V svoji karieri je nastopil le na dveh dirkah v sezoni 1952, Veliki nagradi Velike Britanije, kjer je zasedel deveto mesto, in Veliki nagradi Nizozemske, kjer je odstopil. Umrl je leta 2004.

## Popolni rezultati Formule 1
(legenda) (odebeljene dirke pomenijo najboljši štartni položaj, poševne pa najhitrejši krog, †-uvrščen kljub odstopu)
| Leto | Moštvo                | Šasija           | Motor       | 1   | 2   | 3   | 4   | 5    | 6   | 7       | 8   | Prv | Toč |
| ---- | --------------------- | ---------------- | ----------- | --- | --- | --- | --- | ---- | --- | ------- | --- | --- | --- |
| 1952 | Connaught Engineering | Connaught Type A | Lea-Francis | ŠVI | 500 | BEL | FRA | VB 9 | NEM | NIZ Ret | ITA | -   | 0   |